# Borgerdemokraterne
Borgerdemokraterne (tjekkisk: Občanská demokratická strana, fork. ODS) er et tjekkisk liberalkonservativt politisk parti. Med 53 medlemmer af parlamentet (2010) er partiet landets andetstørste og det største centrum-højre-parti.
Partiet blev grundlagt i 1991 af Václav Klaus som en pro-markedsøkonomisk udbryder af Borgerforum. Baggrunden var uenighed om den politiske linje. Dissidentfløjen omkring daværende præsident Václav Havel ønskede fortsat at have rum for forskellige politiske strømninger, men de såkaldte "disponenter" med Klaus i spidsen ønskede en rendyrket liberalkonservativ profil. 
Partiet vandt valget i 1992 og har siden deltaget i de fleste regeringer. Partiets daværende leder Mirek Topolánek var premierminister fra 2006 til 2009. Partiet ledes nu af Petr Nečas, der efterfulgte Topolánek som partiformand og premierminister i 2010.
Borgerdemokraterne er euroskeptisk. Frem til 2009 sad partiets medlem af Europa-Parlamentet i Gruppen for Det Europæiske Folkeparti, men forlod efter Europa-Parlamentsvalget 2009 gruppen for at indgå i De Europæiske Konservative & Reformister. Partiet er nu medlem af Alliancen af Europæiske Konservative og Reformister. På internationalt plan er partiet medlem af International Democrat Union.